# 함동정월
함동정월(咸洞庭月, 1917년 8월 23일 ~ 1994년 10월 10일)은 가야금 산조의 명인이다. 1980년에 중요 무형 문화재 제23호 가야금 산조의 보유자로 지정되었다.

## 생애
전남 강진에서 태어났으며, 본명은 금덕(金德)이다. 아호는 소운(昭芸)이다. 부친 함일권(咸一權)은 송흥록, 송광록, 김채만, 공창식 등 당대 최고 명창들과 사귀며 소리 북을 쳐주던 명 고수였다. 12세 때 광주 예기 권번에 들어갔다. 11세 때 가야금, 시조, 승무를 배우기 시작했고, 12세 때 가야금의 명인 최옥산에게서 가야금 산조를 배웠다. 18세 때인 1935년에 일본 콜롬비아 레코드 사에서 실시한 콩쿠르에 입상해 그의 이름이 알려지기 시작했다.
경기도 파주군 광탄면 용미리에 묻혔다.

## 기타
- 드라마 춤추는 가얏고의 실제 모델이다.[3]